# Plan de Arroyo Limón
Plan de Arroyo Limón är en ort i Mexiko.   Den ligger i kommunen Xochistlahuaca och delstaten Guerrero, i den sydöstra delen av landet, 300 km söder om huvudstaden Mexico City. Plan de Arroyo Limón ligger 278 meter över havet och antalet invånare är 275.
Terrängen runt Plan de Arroyo Limón är kuperad. Runt Plan de Arroyo Limón är det ganska glesbefolkat, med 50 invånare per kvadratkilometer. Närmaste större samhälle är Tlacoachistlahuaca, 10,2 km nordväst om Plan de Arroyo Limón. Omgivningarna runt Plan de Arroyo Limón är en mosaik av jordbruksmark och naturlig växtlighet.